# 遠山登

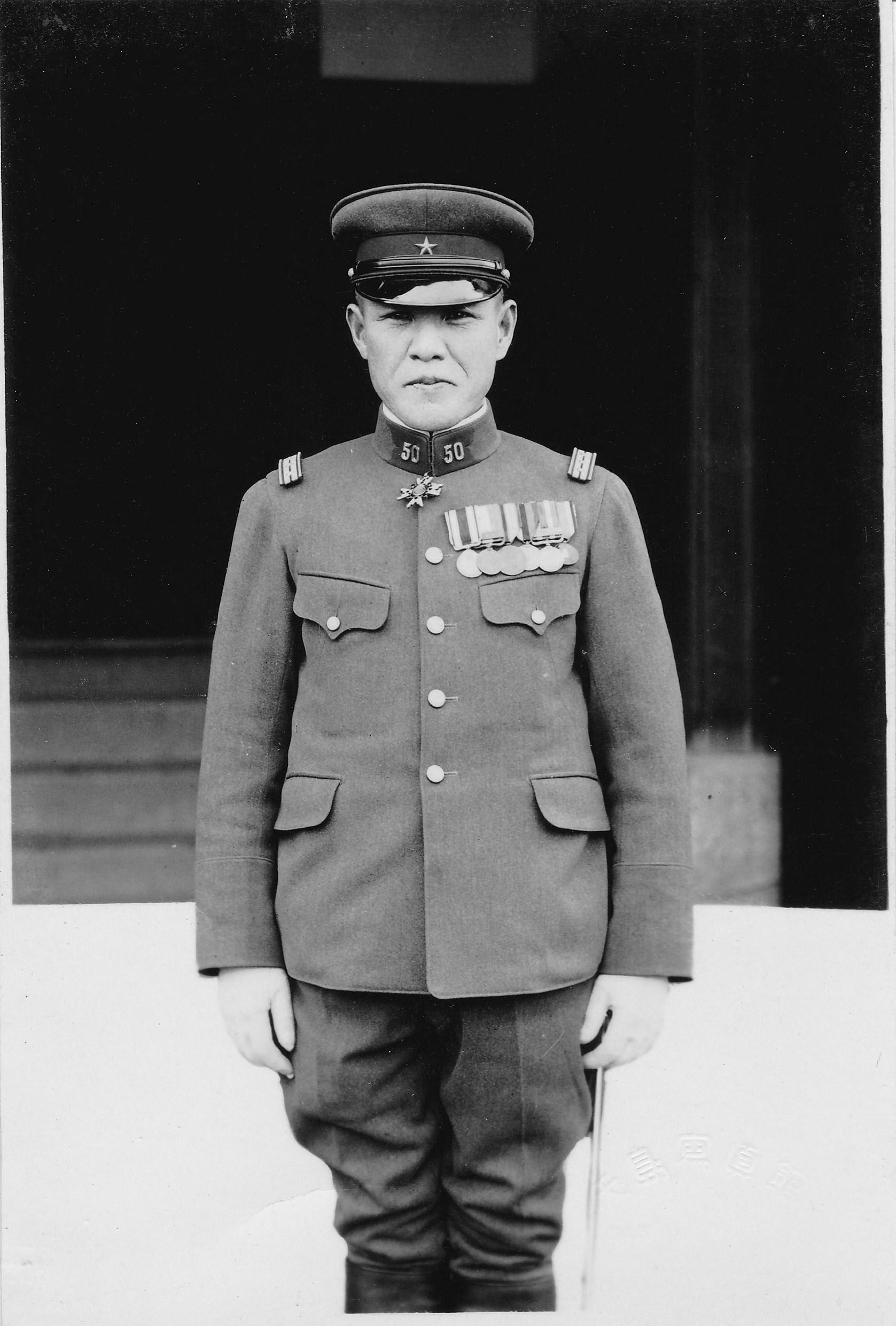
陸軍大佐時代の遠山登

遠山 登（とおやま のぼり、1889年（明治22年）9月18日 - 1981年（昭和56年）6月15日）は、日本の陸軍軍人。最終階級は陸軍中将。第71師団長。

## 経歴
千葉県出身。1911年（明治44年）5月、陸軍士官学校（23期）を卒業。同年12月26日、歩兵少尉に任官した。1924年（大正13年）11月、陸軍大学校（第36期）を卒業した。
1936年（昭和11年）8月1日、陸軍歩兵大佐に昇進。1937年（昭和12年）3月、歩兵第50連隊長に発令され日中戦争に出征。徐州会戦などに参戦した。1939年（昭和14年）1月、羅津要塞司令官に転じ、同年5月19日、陸軍少将 に進級した。同年11月、歩兵第24旅団長に転じて満州に赴任。1941年（昭和16年）3月、第24歩兵団長に就任した。
1942年（昭和17年）4月1日、陸軍中将に進み、新設の第71師団長に親補された。1945年（昭和20年）1月、第71師団が第10方面軍に転用され台湾に赴任し、台南で終戦を迎えた。1947年（昭和22年）11月28日、公職追放仮指定を受けた。
1981年6月、脳血栓のため岡山市の旭ヶ丘病院で死去した。

## 栄典
位階
- 1942年（昭和17年）5月15日 - 従四位

勲章等
- 功三級金鵄勲章[要出典]
- 1940年（昭和15年）8月15日 - 紀元二千六百年祝典記念章[7]
- 1942年（昭和17年）7月8日 - 勲一等瑞宝章[8]
- 1945年（昭和20年）4月18日 - 勲一等旭日大綬章[9]

## 著作
訳書
- ロールベツク著『世界戦争ノ経験ニ基ク戦術 上巻』偕行社本部、1920年。

## 親族
- 義弟 柴山兼四郎（陸軍中将）